# Triportheus brachipomus
Triportheus brachipomus es una especie de peces de la familia Triportheidae en el orden de los Characiformes.

## Morfología
Los machos pueden llegar alcanzar los 21,9 cm de longitud total.

## Hábitat
Vive en zonas de clima tropical.

## Distribución geográfica
Se encuentran en Sudamérica: ríos Orinoco, Esequibo,  Demerara, Courantijne,  Maroni y  Araguari.